# Emil Hossu
Emil Hossu (n. 24 noiembrie 1941, Ocna Sibiului, județul interbelic Sibiu – d. 25 ianuarie 2012, București) a fost un actor român de teatru și film.

## Originea și studiile
Emil Hossu a spus într-un interviu: Sunt maramureșean după mamă, sălăjean după tată, dar stau în București de foarte multă vreme.
După ce, ca urmare a Dictatului de la Viena, Transilvania de Nord a fost cedată Ungariei, familia Hossu s-a mutat de la Cluj. Deoarece tatăl său era diplomat, în urma actului de la 23 august 1944, a fost deportat împreună cu întreaga sa familie într-un lagăr în Germania. După ce au scăpat din lagăr, părinții s-au întors în România. Casa, o fabrică de ață și mașina le fuseseră confiscate.
În 1948, pentru că fusese diplomat în perioada lui Ion Antonescu, tatăl lui Emil Hossu a fost trimis la muncă forțată la Canalul Dunăre-Marea Neagră, de unde a revenit după 6 luni. La numai 17 ani, Emil Hossu și-a pierdut tatăl, bolnav de cancer.
Pentru că nu avea „origine sănătoasă”, Emil Hossu a reușit să intre la ATF abia din a treia încercare. A fost credincios al Bisericii Române Unite cu Roma și membru în Asociația Foștilor Deținuți Politici.
A fost căsătorit cu actrița Catrinel Dumitrescu.

## Cariera artistică
Primele sale roluri retribuite au fost la teatrul radiofonic. Ulterior a devenit actor la Teatrul Nottara din București. A avut prestații remarcabile în filme cunoscute cum ar fi Secretul lui Bachus (1984) și Sosesc păsările călătoare (1985).
Actorul Emil Hossu a fost decorat la 13 decembrie 2002 cu Ordinul național Serviciul Credincios în grad de Cavaler, alături de alți actori, „pentru devotamentul și harul artistic puse în slujba teatrului romanesc, cu prilejul împlinirii unui veac și jumătate de existență a Teatrului Național din București”.

## Moartea
A murit în seara zilei de 25 ianuarie 2012, chiar cu câteva minute înainte de începerea spectacolului „Aniversarea”, în timpul repetiției generale, pe scena teatrului Nottara. Cauza decesului a fost infarctul miocardic.
Ultimele cuvinte ale actorului au fost: Te iubesc, Catrinel.

## Filmografie
- Ciuta (1970) - dr. Micu
- Cîntecele mării (1971) - Pavel
- Aventurile lui Babușcă (1973) - lt. Marinică
- Toamna bobocilor (1975) - medicul Ovidiu Ghiculescu
- Accident (1977) - lt. Nistor
- Iarna bobocilor (1977) - medicul Ovidiu Ghiculescu
- Pentru patrie (1978) - sergentul Ion Ciucă
- Totul pentru fotbal (1978) - fotbalistul Dobre
- Bună seara, Irina! (1980)
- La răscrucea marilor furtuni (1980)
- Cucerirea Angliei (1982)
- Secretul lui Bachus (1984) - ziaristul Victor Mirea, zis Balaurul
- Zbor periculos (1984)
- Sosesc păsările călătoare (1985)
- Vară sentimentală (1986) - inginerul agronom Bogdan Mihai
- Noi, cei din linia întâi (1986) - soldatul Munteanu
- Secretul lui Nemesis (1987) - ziaristul Victor Mirea, zis Balaurul
- Cale liberă (1987)
- Totul se plătește (1987)
- Să-ți vorbesc despre mine (1988)
- Un studio în căutarea unei vedete (1989)
- Harababura (1991)
- Cel mai iubit dintre pămînteni (1993)
- Liceenii în alertă (1993)
- Începutul adevărului (Oglinda) (1994)
- Punctul zero (1996)
- Triunghiul morții (1999)
- Fetele Marinarului (2009)- Juan
- Chiquititas (2007)
- Cutia de Viteze (2008)
- Om sărac, om bogat (2006)
- Une mère comme on n'en fait plus (1997)
- Straniul paradis (1995)
- Balanța (1992)
- Eroii n-au vârstă (1984)
- Convoiul (1981)
- Iată femeia pe care o iubesc (1981)
- Jachetele galbene (1979) - Valeriu, regizorul filmului
- Avaria (1978) - Duca, proiectant
- Muntele alb (1978) - Mihai Preda, inginer geolog
- Regăsirea (1977) - Dinu
- Decolarea (1971) - Paul Bentu, pilot Aviasan
- Simpaticul domn R (1969) - Mihai, ofițer de Securitate
- La datorie (1968)
- Cerul începe la etajul III (1967) - Tony, subofițer german